# Strath
Ein Strath ist auf den britischen Inseln ein großes, weites Tal, zumeist ein Flusstal und relativ flach, etwa im Vergleich mit dem „Glen“, welches typischerweise schmaler und tief ist. „Strath“ ist eine Anglisierung von Schottisch-Gälisch srath und damit eines von vielen gälischen Wörtern, die in die englische Sprache entlehnt wurden. Es wird in beiden Formen noch heute in vor allem ländlichen Teilen Schottlands verwendet, um ein weites Tal zu beschreiben.
„Strath-“ wurde darüber hinaus Bestandteil zahlreicher Landschafts- und Ortsnamen in Schottland (zum Beispiel Strathclyde oder Strathmiglo), ebenso wie in anderen englischsprachigen Ländern wie Kanada (etwa der Strathcona Provincial Park im gleichnamigen Regional District auf Vancouver Island), Australien (etwa Strathfield bei Sydney) und Neuseeland (Strath Taieri).
Das Wort selbst ist verwandt mit dem altwalisischen ystrad, gut erkennbar am Beispiel Ystrad Clud – dem alten walisischen Namen des Königreichs Strathclyde.
In Keith wird in einer Destillerie der Strathisla Whisky produziert.